# Accademia d’Italia

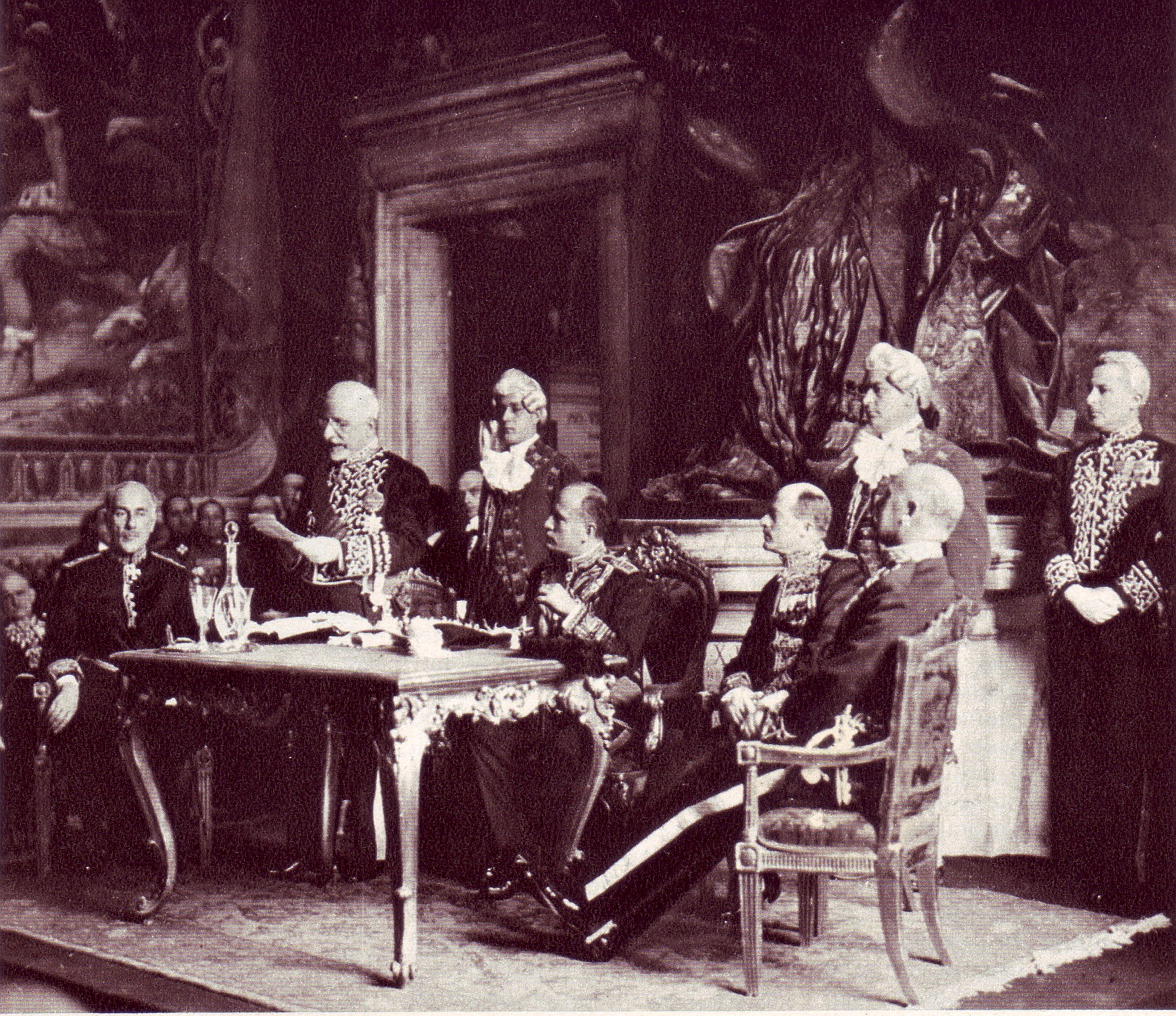
Tommaso Tittoni hält neben Diktator Mussolini die Rede zur Gründung der Accademia d'Italia.

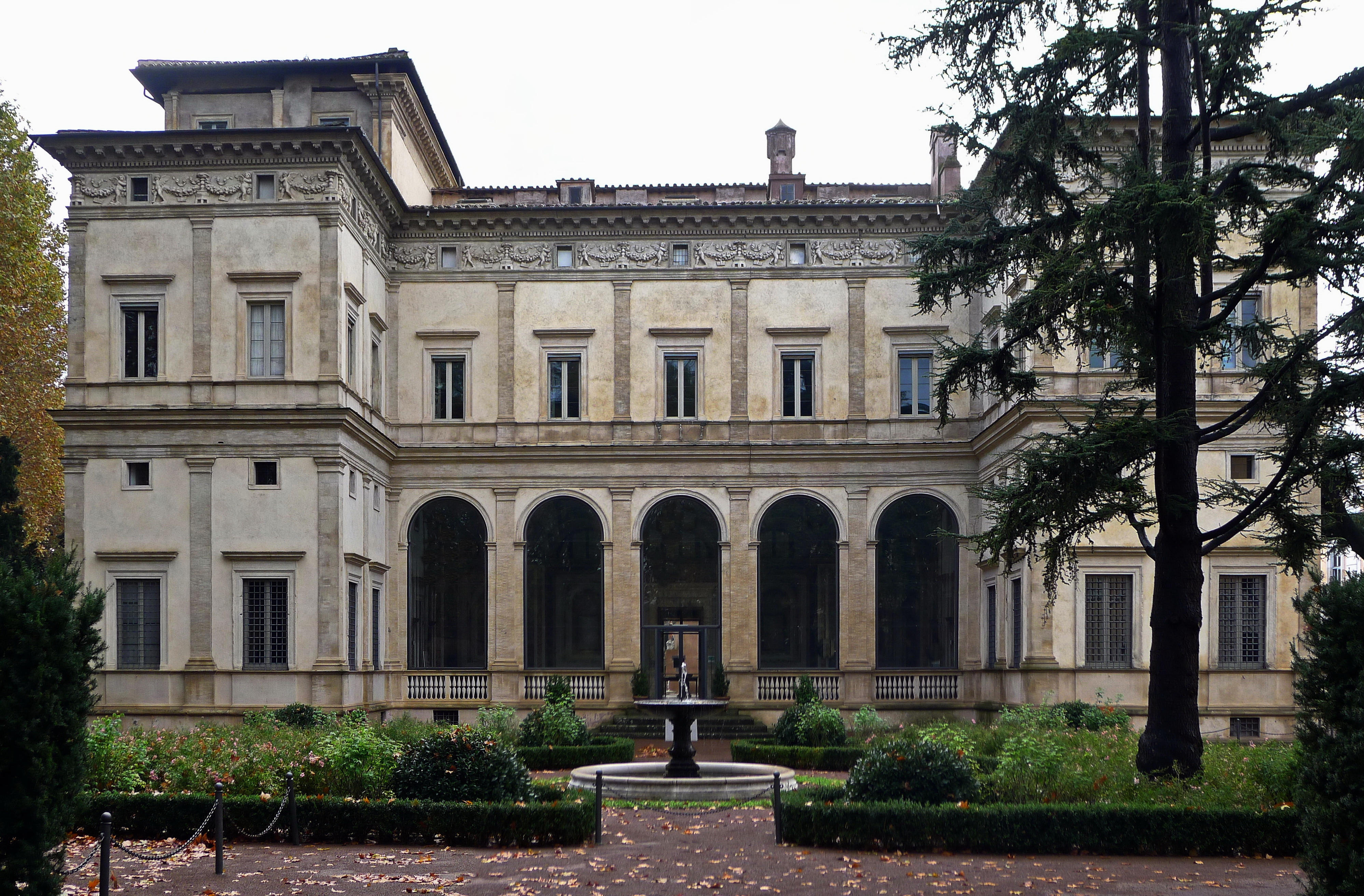
Villa Farnesina – Sitz der Akademie

Die Reale Accademia d’Italia (kurz: Accademia d’Italia) war eine Kultureinrichtung in Italien (Akademie der Wissenschaften und der Künste) während des Faschismus von 1926 bis 1945.

## Geschichte
Die Akademie wurde per Gesetzesdekret der Regierung Mussolini vom 7. Januar 1926 gegründet, aber erst am 28. Oktober 1929 eröffnet. Ihr erster Präsident wurde Tommaso Tittoni.
Die Eröffnung  erfolgte in der Villa Farnesina in Rom mit einer Rede von Benito Mussolinis. Auf der Grundlage eines Gesetzes aus demselben Jahr hatte die Accademia d'Italia die Aufgaben und das Vermögen der Accademia dei Lincei übernehmen können. Guglielmo Marconi, der Radiopionier und Unternehmensgründer der Wireless Telegraph & Signal Company war von 1930 bis zu seinem Tod 1937 zweiter Präsident der Akademie. Es folgten Gabriele D’Annunzio (1937–1938) und Luigi Federzoni (1938–1943) als Präsidenten.
Gemeinsam mit dem 1925 gegründeten Istituto dell’Enciclopedia Italiana bildete die Akademie spätestens ab Mitte der 1930er Jahre ein System zur kulturellen Konditionierung der italienischen Gesellschaft im Sinne des Faschismus. So wurde im Jahr 1935 anlässlich des Krieges gegen Abessinien das Studienzentrum für das italienische Ostafrika (Centro studi sull'Africa Orientale Italiana) gegründet. Die Accademia d’Italia war aber kein reines Propagandainstrument; ihr gelang es mit diversen wissenschaftlichen Initiativen, so z. B. den jährlichen Kongressen der Stiftung Alessandro Volta, auch nicht-faschistische Intellektuelle einzubinden.
1943 wurde Giovanni Gentile Präsident der Reale Accademia d’Italia. Am 15. April 1944 starb er an den Folgen eines Attentats, nachdem Mitglieder der italienischen Widerstandsgruppe GAP mehrere Schüsse auf ihn abgefeuert hatten.
Zwei Verordnungen vom 28. September 1944 – im befreiten Teil Italiens – gründeten die Accademia dei Lincei neu und schafften die Accademia d'Italia ab. Die Accademia d'Italia bestand aber bis 1945 in der (faschistischen) Republik von Salo fort. Der Geograph Giotto Dainelli war bis 1945 deren letzter Präsident.
1945 erfolgte die endgültige Auflösung der Accademia d’Italia. Die Villa Farnesina ging wieder in den Besitz der wiedergegründeten Accademia dei Lincei über.

## Präsidenten derAccademia d'Italia

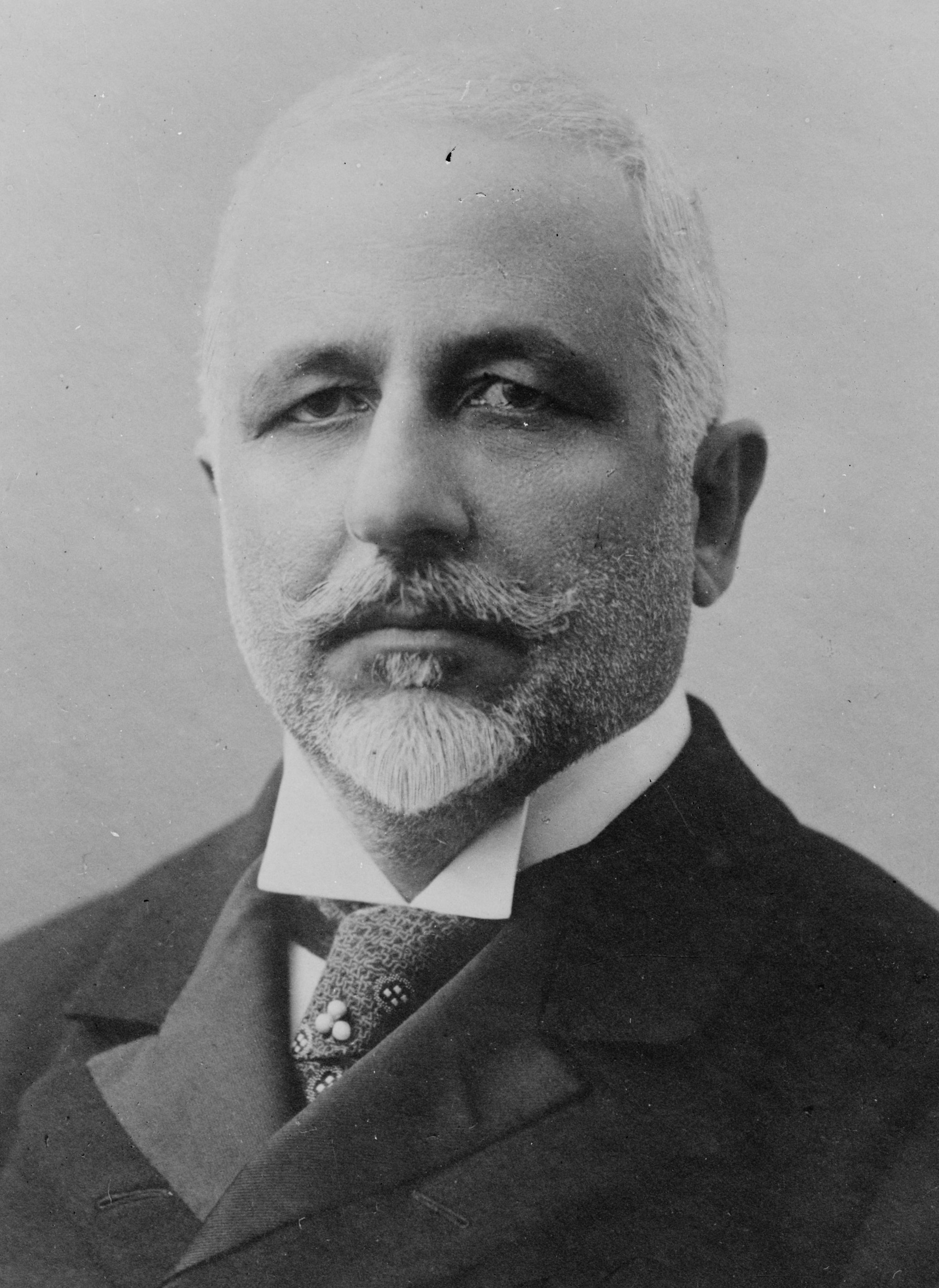
Tommaso Tittoni 1929–1930
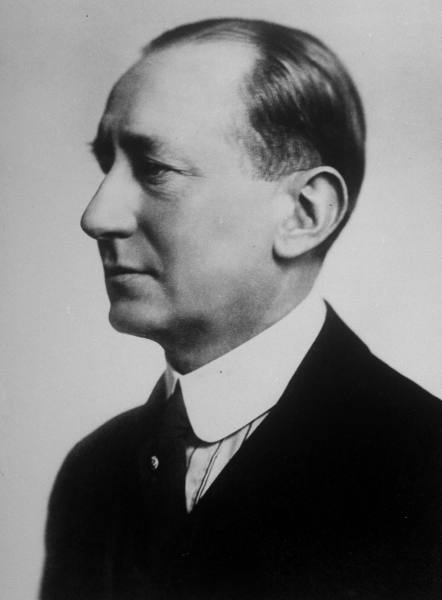
Guglielmo Marconi 1930–1937
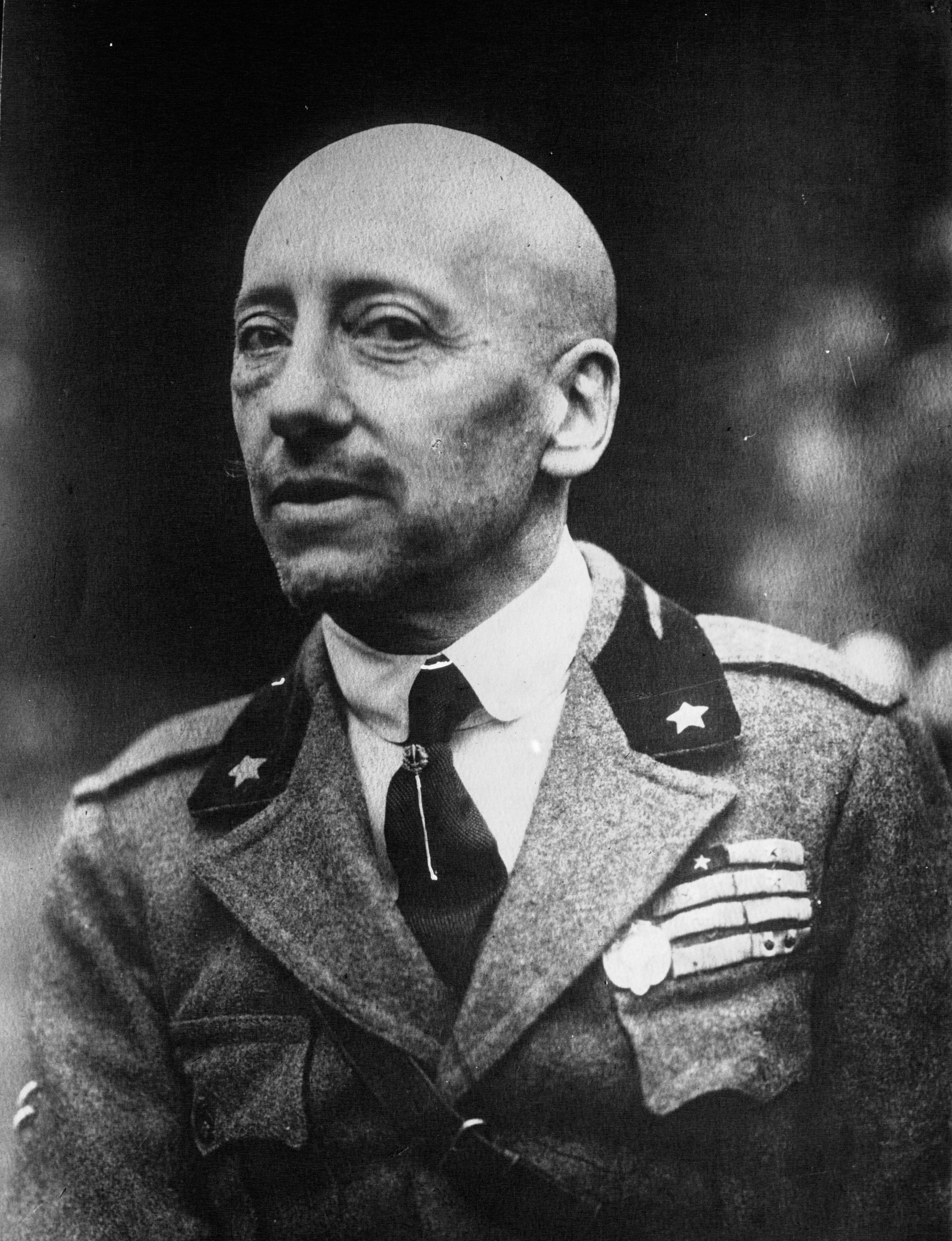
Gabriele D’Annunzio 1937–1938
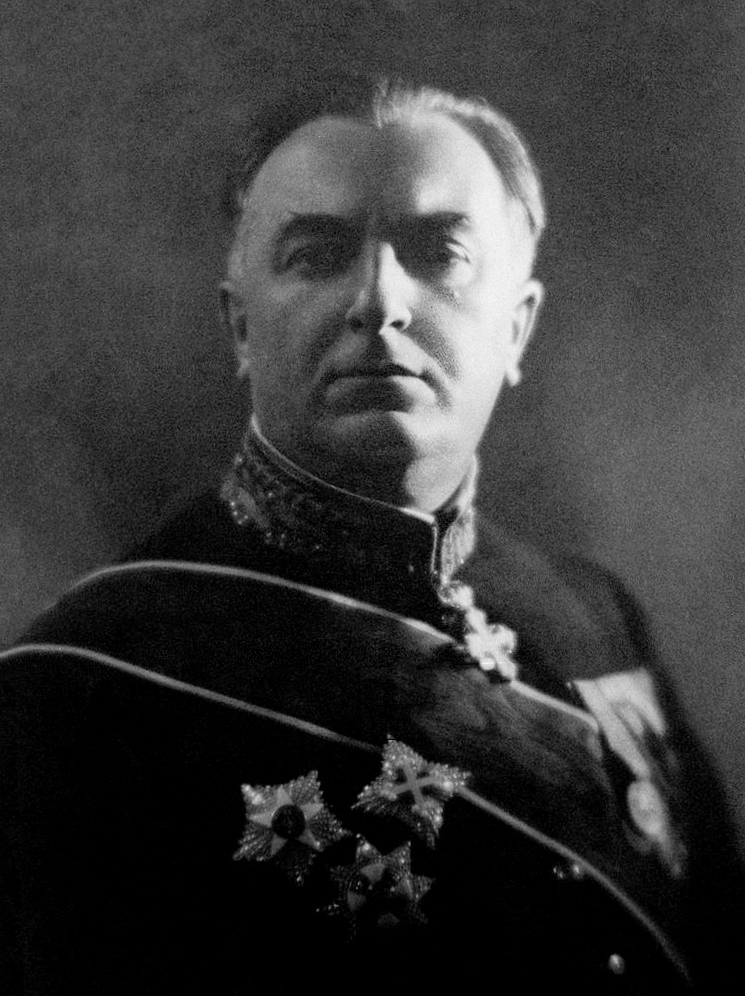
Luigi Federzoni 1938–1943
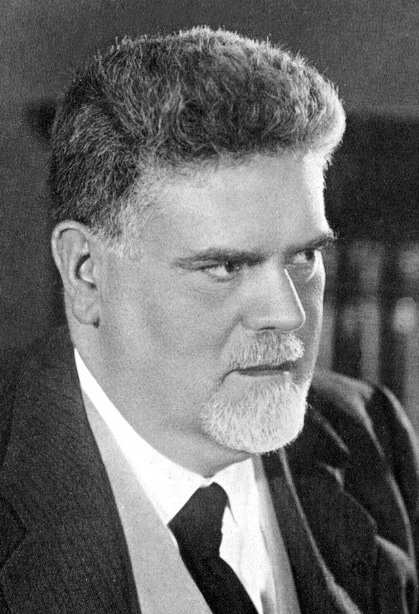
Giovanni Gentile 1943–1944

## Mitglieder (Auswahl)
- Dionisio Anzilotti
- Antonio Baldini
- Giulio Bertoni
- Ettore Bignone
- Dante de Blasi
- Massimo Bontempelli
- Pietro Canonica
- Felice Carena
- Emilio Cecchi
- Francesco Cilea
- Gaetano Arturo Crocco
- Giotto Dainelli
- Enrico Fermi
- Ferruccio Ferrazzi
- Pietro Gasparri
- Salvatore Di Giacomo
- Umberto Giordano
- Giovanni Giorgi
- Gustavo Giovannoni
- Camillo Guidi
- Pasquale Jannaccone
- Amedeo Maiuri
- Antonio Mancini
- Filippo Tommaso Marinetti
- Pietro Mascagni
- Ugo Ojetti
- Alfredo Panzini
- Giovanni Papini
- Roberto Paribeni
- Francesco Pastonchi
- Lorenzo Perosi
- Marcello Piacentini
- Luigi Pirandello
- Ildebrando Pizzetti
- Ottorino Respighi
- Salvatore Riccobono
- Giulio Aristide Sartorio
- Luigi Amedeo di Savoia-Aosta
- Alfredo Schiaffini
- Francesco Severi
- Ardengo Soffici
- Carlo Somigliana
- Ettore Tito
- Domenico Trentacoste
- Alfredo Trombetti
- Giuseppe Tucci
- Giuseppe Ungaretti
- Adolfo Wildt